# Emile Mazuc
Marie Joseph Émile Gaston Mazuc, conegut com a Emile Mazuc, (Pesenàs, 24 de juliol de 1832 - 27 de març de 1905) fou un poeta i gramàtic occità.
Era fill d'una família instal·lada a Pesenàs des del segle xviii (1742); va estudiar a l'escola a Pesenàs i a l'Abadia de Sorese, al Tarn; després estudià dret a Tolosa, tot i que mai exercí l'advocacia.

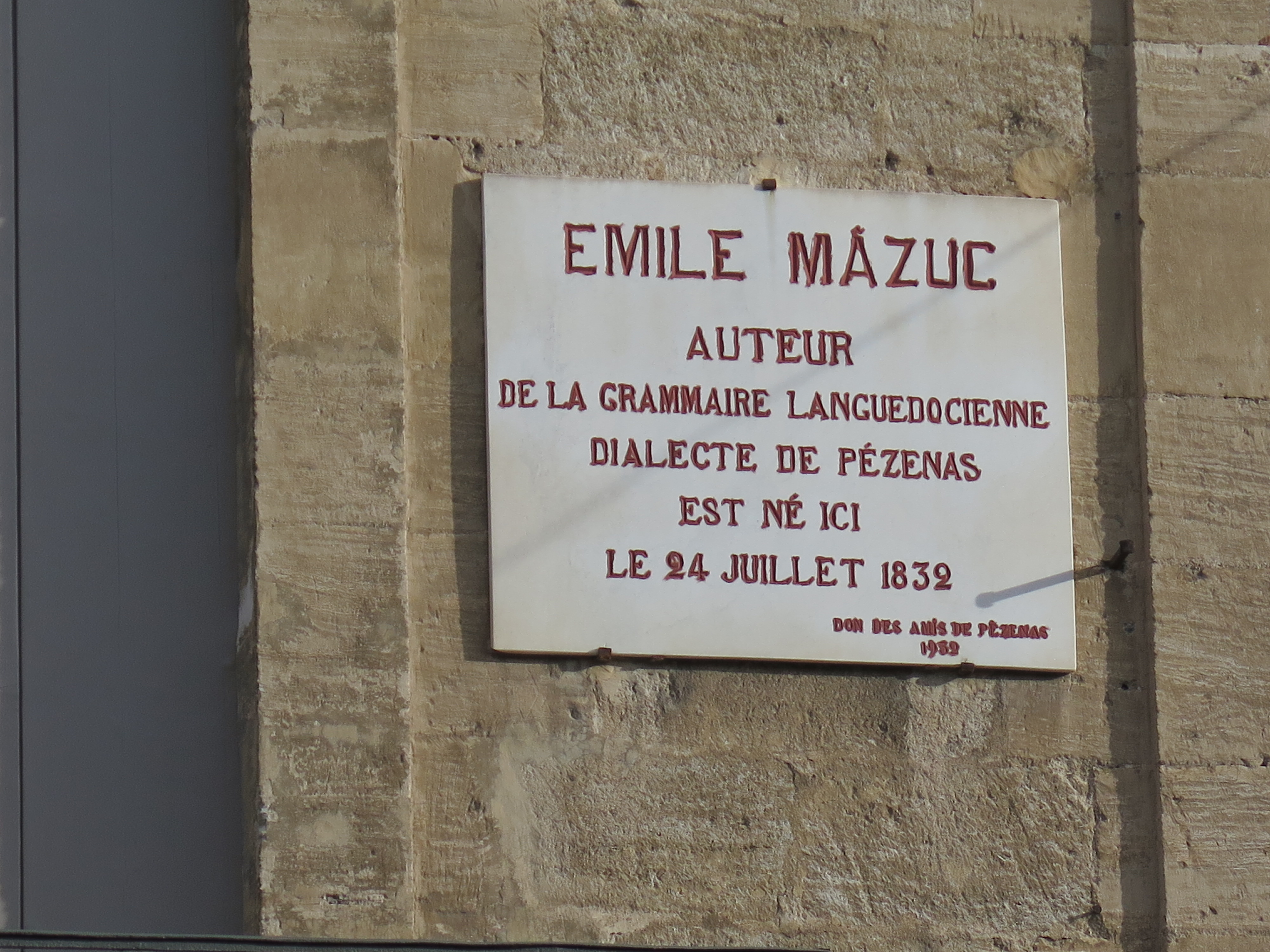
Placa en memòria d'Emile Mazuc a la seva casa natal (10 cours Jean Jaurès)

Es va convertir en administrador del patrimoni de la família i el 1860 va heretar el Castell de Roquelune (una casa senyorial), prop de Pesenàs. Es dedicà a engrandir el domini i al cultiu de les vinyes. Al mateix temps es dedicà a escriure i a cultivar la seva passió per l'occità. El 1899 publicà, a l'editorial Privat, una gramàtica llenguadociana basada en el dialecte de Pesenàs. Té un capítol dedicat a la pronúncia, un dedicat a les parts del discurs i un glossari. Va escriure també tota una sèrie de poemes en occità, amb el pseudònim "L'Armito de l'Aouribel" (l'ermità de l'Auribel).

## Obra
- Grammaire languedocienne : dialecte de Pézénas.Toulouse, Privat, 1899[2]
- Lou Viache d'Eneas as Enfers, Barchalado en Lengache de Pezenas, Toulouse, 1901[3]